# Mega Regina
Il Mega Regina è un traghetto in servizio per conto della compagnia di navigazione Corsica Ferries - Sardinia Ferries.

## Caratteristiche
La nave è mossa da quattro motori diesel Wärtsilä-SEMT Pielstick 12PC 2,6V, eroganti una potenza complessiva di 23000 kW (31000 cv). La nave è dotata di filtri per l'abbattimento delle emissioni, riducendo gli ossidi di azoto del 60%, ed è attrezzata per l'alimentazione elettrica dalle banchine portuali tramite il sistema di cold ironing. Lunga 176 metri e larga 28, l'unità può raggiungere una velocità massima di 20,5 nodi e può trasportare fino a 2500 passeggeri e 600 autoveicoli; al suo interno la nave dispone di 840 cabine.

## Servizio
La nave fu varata il 28 settembre 1984 come prima di due unità gemelle in costruzione presso il cantiere navale Wärtsilä di Turku, in Finlandia. Completata e consegnata alla compagnia di navigazione finlandese SF Line l'anno seguente, la nave fu immessa nei collegamenti fra Helsinki e Stoccolma con il nome di Mariella. Al momento della consegna e fino al 1989, il traghetto era il più grande al mondo in termini di stazza lorda, numero di passeggeri trasportabili e numero di posti letto disponibili, superando lo Svea e venendo a sua volta superato dall'Athena. Il Mariella operò quasi sempre sulla medesima rotta, venendo solo occasionalmente dirottato verso altri porti. Alle 2:12 del 28 settembre 1994, a esattamente dieci anni dal varo, il Mariella fu il primo traghetto a giungere sul luogo dell'affondamento della motonave Estonia, contribuendo al salvataggio di 26 naufraghi, 15 dei quali recuperati direttamente in mare e 11 portati a bordo con l'ausilio di elicotteri. Nel settembre 2000 il traghetto è stato sottoposto a lavori di ammodernamento presso il porto di Naantali: in tale occasione la nave fu dotata di stabilizzatori e gli interni furono rinnovati. 

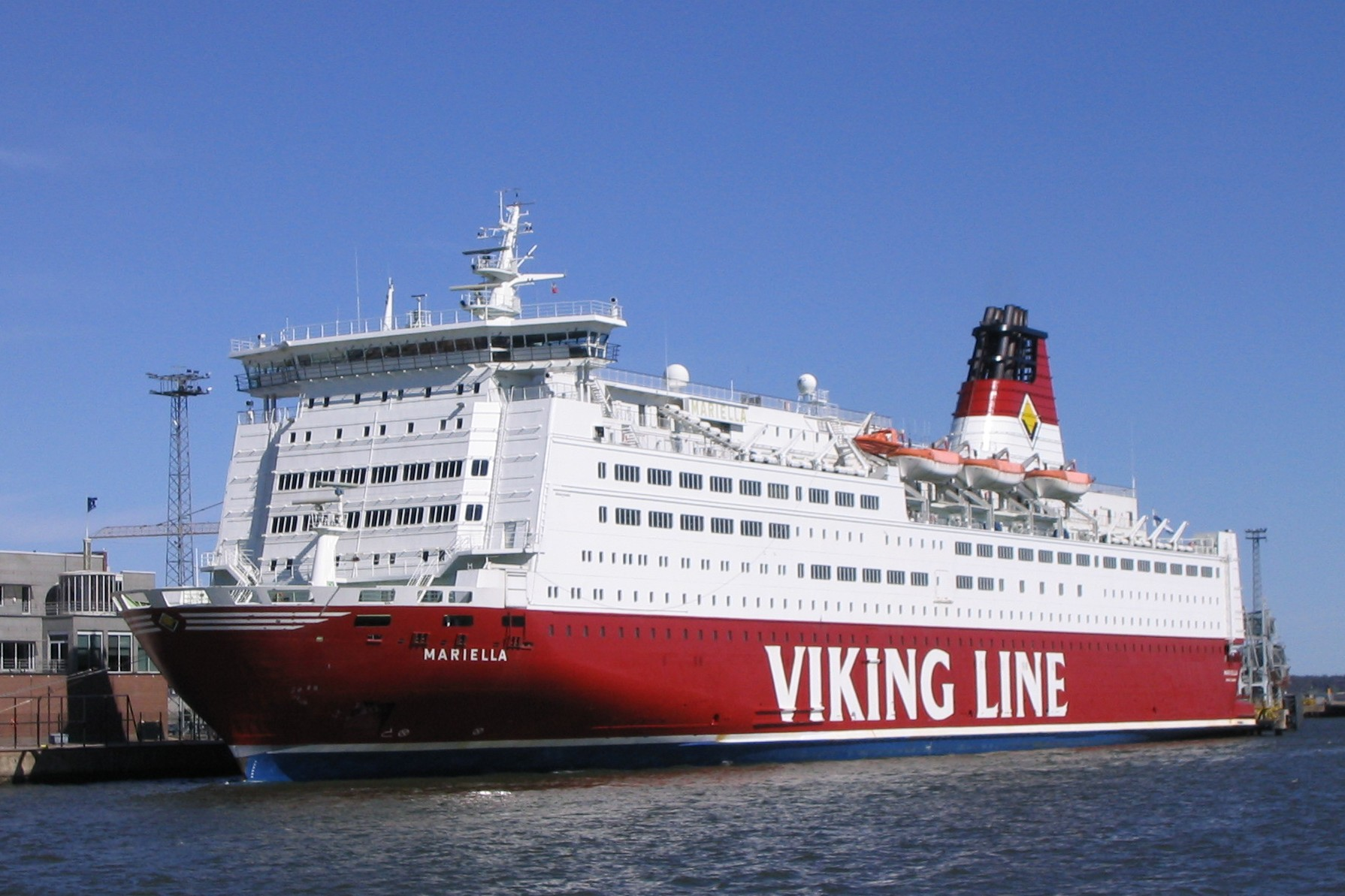
Mariella in servizio per Viking Line a Helsinki nel 2005.

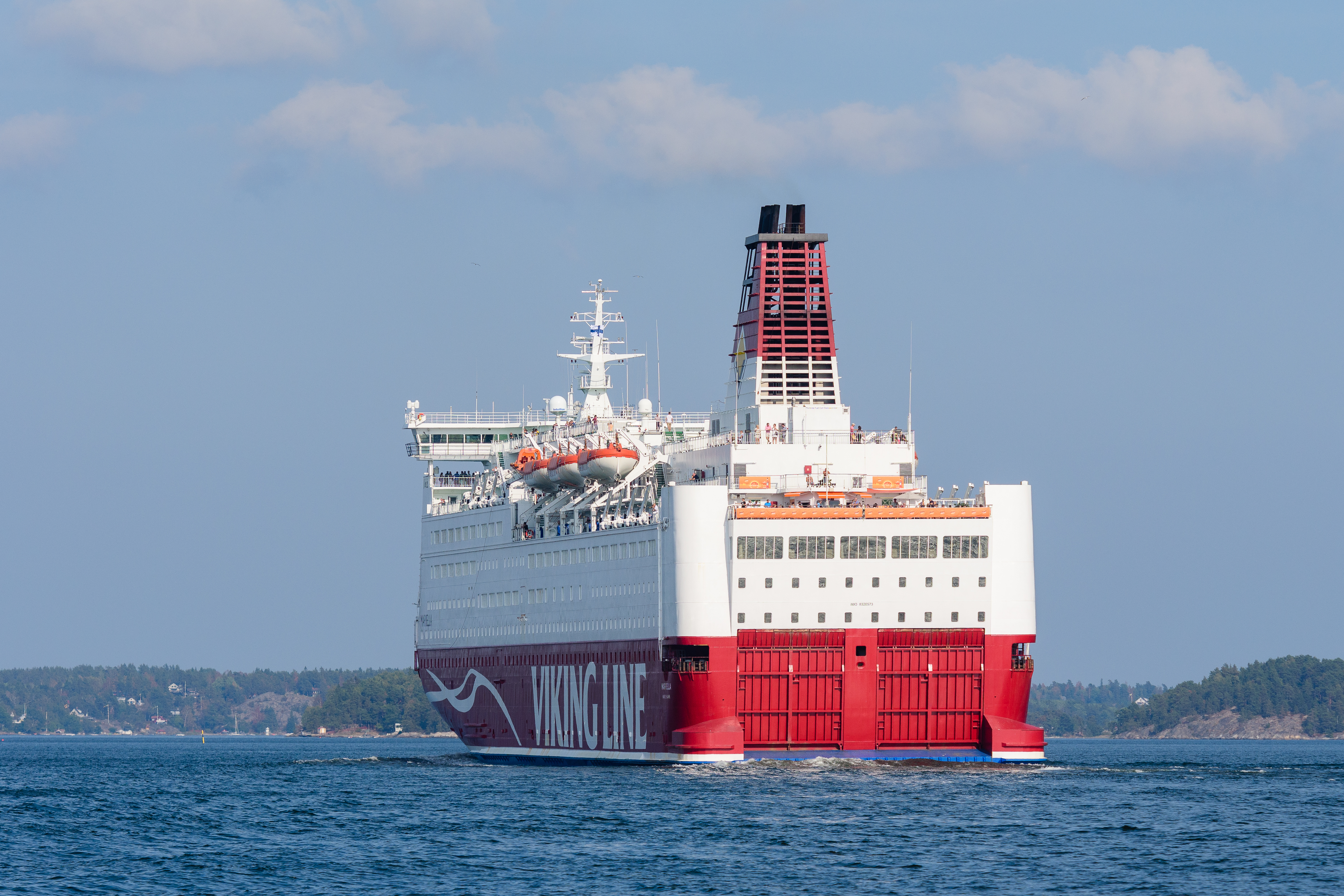
Mariella nell'arcipelago di Stoccolma nel 2018.

Ulteriori lavori furono eseguiti nel 2006, sempre a Naantali.
Nel 2020, con la sospensione di buona parte del traffico marittimo globale a seguito dello scoppio della pandemia di COVID-19, l'interruzione del servizio passeggeri sulla rotta Helsinki-Stoccolma indusse la compagnia proprietaria - divenuta Viking Line nel 1995 - a porre il Mariella in disarmo. Il 12 maggio 2021 la compagnia italo-francese Corsica Ferries - Sardinia Ferries annunciò l'acquisizione del traghetto, che giunse a Vado Ligure il 24 maggio seguente. 

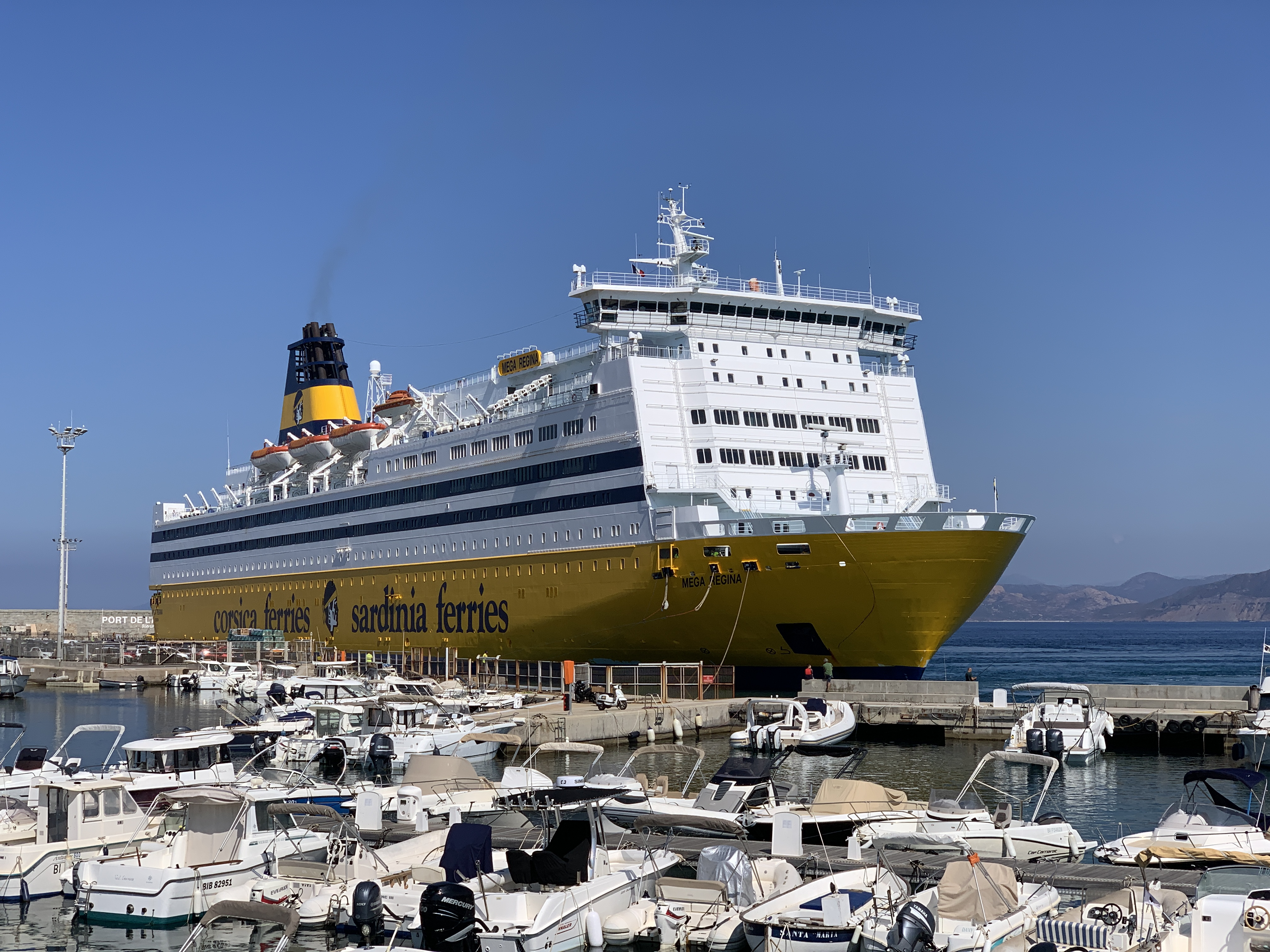
Mega Regina a Ile Rousse nel 2021.

Il 21 giugno la nave prese bandiera italiana e fu ribattezzata con il nome di Mega Regina, mentre il 25 giugno fu spostata a Genova per il cambio di livrea e alcuni lavori di adeguamento presso i cantieri Zincaf, che si conclusero il 9 luglio. La sera del 21 luglio il traghetto entrò in servizio per la nuova compagnia compiendo il viaggio inaugurale da Vado Ligure a Golfo Aranci, con uno scalo intermedio a Bastia.
Il 7 aprile 2023, mentre la nave era ormeggiata nel porto di Bastia ed erano in corso delle verifiche sui sistemi di sicurezza, una scialuppa di salvataggio prese fuoco e fu completamente distrutta a causa di un surriscaldamento del suo motore. L'incendio fu rapidamente estinto e non si registrarono feriti né danni al traghetto.
La nave opera tra i porti di Livorno, Golfo Aranci, Nizza, Tolone, Ajaccio, Bastia, Isola Rossa, Porto Vecchio, Porto Torres e Alcúdia.

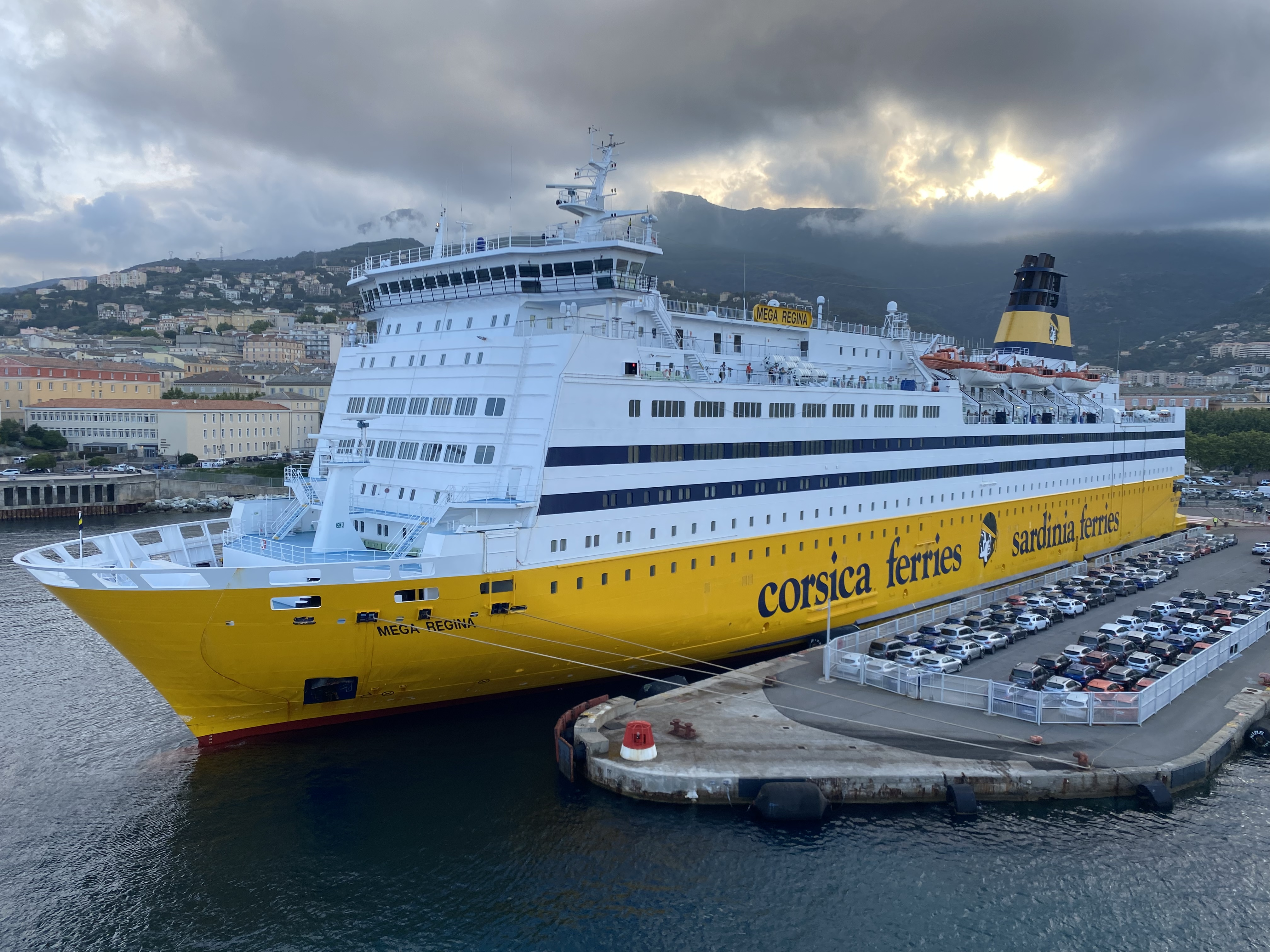
Il Mega Regina ormeggiato a Bastia nel 2023.

## Navi gemelle
- Moby Orli